# Chthonerpeton braestrupi
Chthonerpeton braestrupi és una espècie d'amfibi Gimnofió de la família Typhlonectidaeendèmica del Brasil que habita en rius, pantans, aiguamolls d'aigua dolça, corrents intermitents d'aigua dolça, pastures, zones d'irrigació, terres agrícoles inundades en algunes estacions, canals i dics.